# Мартынов, Геннадий Михайлович
Геннадий Михайлович Мартынов (18 февраля 1934 — 8 августа 2012, Москва, Российская Федерация) — советский спортсмен и советский российский тренер по велоспорту, заслуженный тренер РСФСР. Мастер спорта СССР (1955). Заслуженный мастер спорта СССР.

## Биография
9-кратный чемпион Москвы. 10-кратный чемпион СССР. Установил 11 рекордов СССР (1955—1959). В сборной СССР (1954—1960). Победитель Спартакиады народов СССР (1956) и международных соревнований. Рекордсмен мира.
На протяжении многих лет работал тренером экспериментальной группы по велоспорту. Национальный комиссар Федерации велосипедного спорта России. Выпустил ряд методических разработок, занимался усовершенствованием велооборудования высших достижений. Его разработки опережали западные образцы на 25-30 лет: аэродинамический костюм, дисковые колеса, легчайшие в мире педали (64 грамма), велотуфли без шнурков на ленте «велкро» (для улучшения кровообращения ног), аэродинамический руль (для торпедообразной посадки гонщика), электроиндикатор присутствия усилий на велосипедной цепи для совершенствования техники кругового педалирования в естественных условиях, наконечники нового типа для вилки и рамы, создающий лучший накат велосипеда. Впервые на педалях его конструкции советские и российские велосипедисты завоевали 15 золотых олимпийских медалей.
Являлся преподавателем кафедры теории и методики велосипедного спорта Российского государственного университета физической культуры, спорта и туризма (РГУФКСиТ). Кандидат педагогических наук, доцент. Заслуженный тренер РСФСР. Заслуженный работник физической культуры РФ (2002).
Похоронен на 20-м участке Бабушкинского кладбища в Москве.